# Los Angeles Subdivision (Teksas)
Los Angeles Subdivision je naseljeno mjesto za statističke potrebe u američkoj saveznoj državi Teksas. Prema popisu stanovništva iz 2010. u njemu je živjelo. stanovnika.